# Dawny klasztor dominikanów w Środzie Wielkopolskiej
Dawny klasztor dominikanów – pozostałość klasztoru znajdująca się w mieście Środa Wielkopolska, w powiecie średzkim, w województwie wielkopolskim
Pierwsza wzmianka o założeniu klasztornym w pojawiła się w 1418 roku. Klasztor został ufundowany przez biskupa chełmińskiego Jana z Opatowca, który uzyskał na ten cel zgodę króla Władysława Jagiełły. W 1752 roku jedna z wizytacji stwierdziła fatalny stan murów i całego założenia. Stan ten został spowodowany przez pożar. W 1815 roku władze pruskie sekularyzowały klasztor, a czterech zakonników, którzy zostali, opuścili Środę Wielkopolską w 1819 roku. Kościół klasztorny pod wezwaniem świętego Krzyża został ostatecznie zamknięty w 1823 roku, następnie w 1829 roku został przekazany liczącej 85 wyznawców gminie ewangelickiej. Ewangelicy przejęli świątynię razem z zabudowaniami poklasztornymi, w których w 1834 roku została uruchomiona ewangelicka szkoła ludowa o profilu podstawowym. Podczas II wojny światowej hitlerowcy zorganizowali w budynkach poklasztornych Fabrykę Konfekcji, przekształcając je dla celów przemysłowych. Ten rodzaj działalności był kontynuowany także po zakończeniu wojny. Już w lutym 1945 roku w budynkach dawnego klasztoru została urządzona Fabryka Konfekcyjna zatrudniająca początkowo 175 osób. Od 1949 roku zakład należał do Poznańskich Zakładów Przemysłu Odzieżowego, ale w 1951 roku ponownie odzyskał samodzielność. Nazywał się wtedy Średzkie Zakłady Przemysłu Odzieżowego. W latach 1953–1957 zakład został rozbudowany i przez to poprawiły się warunki pracy. Wówczas również (ale jeszcze wcześniej, już w 1945 roku) nastąpiły zmiany w samej strukturze budynków; przede wszystkim klasztornych podziemi. Nigdy nie zostały przeprowadzone poważniejsze badania archeologiczne, które na pewno wiele powiedziałyby o średniowiecznym rozplanowaniu miasta. Na początku lat 60. XX wieku zakład otrzymał nazwę Średzkie Zakłady Odzieżowe Przemysłu Terenowego. W 1970 roku został włączony jako filia Zakładów Przemysłu Odzieżowego „Modena” w Poznaniu. Po upadku poznańskiej „Modeny” pod koniec lat 90. XX wieku, średzki zakład ponownie stał się samodzielny i działał do początku 2 dekady XXI wieku pod nazwą „Roda” sp. z o.o. Tragiczna sytuacja w przemyśle odzieżowym i struktura eksportu zakładu spowodowały jednak upadłość firmy w 2010 roku.
Obecnie elementy architektury gotyckiej – przypory znajdują się w murach budynku na planie litery „u” z jednym krótszym skrzydłem. Budynek ten, nakryty dachem skośnym, był kilkakrotnie przebudowywany (głównie po II wojnie światowej).